# Puchar Świata w kolarstwie szosowym
Puchar Świata w kolarstwie szosowym – cykl wyścigów organizowanych przez Międzynarodową Unię Kolarską (UCI) w latach 1989–2004. Na ten cykl składały się najważniejsze wyścigi jednodniowe w roku. Tytuł zdobywał zawodnik, który w przeciągu sezonu uzyskał największą liczbę punktów. Najbardziej utytułowanym zawodnikiem w tym cyklu był Włoch Paolo Bettini, który wygrywał w klasyfikacji końcowej przez trzy lata z rzędu (2002-2004). Jego rodacy Maurizio Fondriest i Michele Bartoli wygrywali dwukrotnie (pierwszy w latach 1991 i 1993, a drugi w 1997 i 1998), podobnie jak Belg Johan Museeuw (1995 i 1996). Na tych samych zasadach równolegle prowadzono także klasyfikację teamów. Do tej klasyfikacji Pucharu Świata zliczano miejsca trzech najlepszych zawodników drużyny w danym wyścigu. Najbardziej utytułowanym teamem był włoski Mapei, który zwyciężał pięciokrotnie (1995 i 1996 jako Mapei-GB, w 1998 jako Mapei-Bricobi oraz 2000 i 2002 jako Mapei-Quick Step). 
W roku 2005 UCI zaprzestała organizacji Pucharu Świata, zastępując go serią UCI ProTour, w ramach której znalazły się prawie wszystkie wyścigi wchodzące w skład Pucharu Świata, kilka nowych wyścigów oraz różne wyścigi etapowe, w tym trzy największe toury: Tour de France, Giro d'Italia i Vuelta a Espana.

## Wyścigi
Puchar Świata odbywał się w dwóch turach:
- Na wiosnę - od połowy marca do końca kwietnia:
  -  Mediolan-San Remo
  -  Tour des Flanders
  -  Paryż-Roubaix
  -  Amstel Gold Race
  -  Liège-Bastogne-Liège

- Późnym latem i jesienią - od początku sierpnia do połowy października:
  -  HEW-Cyclassics Hamburg
  -  Clasica de San Sebastian
  -  Mistrzostwa Zurychu
  -  Paryż-Tours
  -  Giro di Lombardia

## Punktacja
| Pozycja | 1   | 2  | 3  | 4  | 5  | 6  | 7  | 8  | 9  | 10 | 11 | 12 | 13 | 14 | 15 | 16 | 17 | 18 | 19 | 20 | 21 | 22 | 23 | 24 | 25 |
| do 1996 | 50  | 35 | 25 | 20 | 18 | 16 | 14 | 12 | 10 | 8  | 6  | 5  | -  | -  | -  | -  | -  | -  | -  | -  | -  | -  | -  | -  |    |
| od 1997 | 100 | 70 | 50 | 40 | 36 | 32 | 28 | 24 | 20 | 16 | 15 | 14 | 13 | 12 | 11 | 10 | 9  | 8  | 7  | 6  | 5  | 4  | 3  | 2  | 1  |

## Zwycięzcy Pucharu Świata
| Rok  | Zwycięzca          | Drugi            | Trzeci               |
| 1989 | Sean Kelly         | Tony Rominger    | Rolf Sørensen        |
| 1990 | Gianni Bugno       | Rudy Dhaenens    | Sean Kelly           |
| 1991 | Maurizio Fondriest | Laurent Jalabert | Rolf Sørensen        |
| 1992 | Olaf Ludwig        | Tony Rominger    | Davide Cassani       |
| 1993 | Maurizio Fondriest | Johan Museeuw    | Maximilian Sciandri  |
| 1994 | Gianluca Bortolami | Johan Museeuw    | Andrei Tchmil        |
| 1995 | Johan Museeuw      | Andrei Tchmil    | Mauro Gianetti       |
| 1996 | Johan Museeuw      | Andrea Ferrigato | Michele Bartoli      |
| 1997 | Michele Bartoli    | Rolf Sørensen    | Andrea Tafi          |
| 1998 | Michele Bartoli    | Léon van Bon     | Andrea Tafi          |
| 1999 | Andrei Tchmil      | Michael Boogerd  | Frank Vandenbroucke  |
| 2000 | Erik Zabel         | Andrei Tchmil    | Francesco Casagrande |
| 2001 | Erik Dekker        | Erik Zabel       | Romāns Vainšteins    |
| 2002 | Paolo Bettini      | Johan Museeuw    | Michele Bartoli      |
| 2003 | Paolo Bettini      | Michael Boogerd  | Peter Van Petegem    |
| 2004 | Paolo Bettini      | Davide Rebellin  | Óscar Freire         |

## Klasyfikacja drużynowa
| Rok  | Zwycięzca                |
| ---- | ------------------------ |
| 1989 | PDM-Concorde             |
| 1990 | PDM-Concorde             |
| 1991 | Panasonic-Sportlife      |
| 1992 | Panasonic-Sportlife      |
| 1993 | GB-MG Maglificio         |
| 1994 | GB-MG Maglificio         |
| 1995 | Mapei-GB                 |
| 1996 | Mapei-GB                 |
| 1997 | La Française des Jeux    |
| 1998 | Mapei-Bricobi            |
| 1999 | Rabobank                 |
| 2000 | Mapei-Quick Step         |
| 2001 | Rabobank                 |
| 2002 | Mapei-Quick Step         |
| 2003 | Saeco Macchine per Caffè |
| 2004 | T-Mobile Team            |